# Downstairs
Downstairs is een Amerikaanse film uit 1932 onder regie van Monta Bell. In Nederland werd de film destijds uitgebracht onder de titel De Nieuwe Chauffeur.

## Verhaal
Albert en Anna zijn een koppel die deel uitmaken van het personeel van baron Von Burgen. Albert is de butler en Anna is een van de vele huishoudsters. Ze zijn erg geliefd bij hun collega's en op een dag wordt dan ook een bruiloft voor hen georganiseerd. De ceremonie wordt verstoord door Karl Schneider, een chauffeur die ooit een affaire had met gravin De Marnac, een van de genodigden. Van hun huwelijksreis komt uiteindelijk niets, omdat een van de butlers te dronken wordt om dienst te doen en Albert moet invallen. Anna raakt intussen gecharmeerd van Karl, die zijn affaire met de gravin een nieuw leven inblaast.
Karl wordt een dierbare kennis van Albert en probeert tijdens zijn afwezigheid Anna te verleiden. Zij vindt dit niet acceptabel en ziet door zijn verzonnen levensverhalen heen, die hij vertelt om vrouwen te imponeren. Hij probeert haar vertrouwen voor zich te winnen door haar een juwelen ketting te geven die hij heeft gestolen van de barones. Als de barones deze ketting om haar nek ziet, beschuldigt ze Anna an diefstal. Karl zet het misverstand onmiddellijk recht.
De gravin vermoedt dat Karl en Anna een affaire hebben en vertelt aan de baron dat ze betrokken zijn bij een schandaal, wetend dat Albert meeluistert. Albert confronteert Karl en draagt hem op uit de buurt van Anna te blijven. Karl luistert echter niet naar hem en neemt haar een avond mee uit om haar dronken te voeren. Later die avond maakt hij misbruik van deze situatie om haar te zoenen. Het duurt niet lang voordat ze geliefden zijn. De volgende dag vermoedt Albert dat Karl inderdaad Anna heeft benaderd en ontslaat hem. Als Anna de waarheid opbiecht, dient hij zijn ontslag in.
De barones smeekt Albert echter om niet te vertrekken en vertelt hem dat Anna te jong is om Karl te weerstaan. De volgende dag pakt Karl zijn spullen om met huishoudster Sophie naar Wenen te verhuizen. Hij vraagt Anna om met hem mee te gaan, maar zij slaat dit aanbod af om haar huwelijk met Albert te redden. Aan het einde leggen Anna en Albert hun ruzie bij. Karl vertrekt om een ander rijk huishouden te verstoren.

## Rolbezetting
| Acteur         | Personage                 |
| -------------- | ------------------------- |
| John Gilbert   | Karl Schneider            |
| Paul Lukas     | Albert                    |
| Virginia Bruce | Anna                      |
| Hedda Hopper   | Gravin De Marnac          |
| Reginald Owen  | Baron 'Nicky' von Burgen  |
| Olga Baclanova | Barones Eloise von Burgen |
| Bodil Rosing   | Sophie                    |
| Otto Hoffman   | Otto                      |

## Achtergrond
De film is gebaseerd op een verhaal van John Gilbert, die inspiratie haalde uit het werk van filmregisseur Erich von Stroheim. Gilbert werd sinds de komst van de geluidsfilm voornamelijk gecast in films die hij niet van goede kwaliteit vond. Hij wilde dolgraag dat zijn eigen verhaal werd verfilmd. Er was veel twijfel bij de producenten, maar hij kreeg zijn zin toen hij de rechten van het verhaal verkocht voor één dollar.
Tijdens de opnames werd hij verliefd op tegenspeelster Virginia Bruce. Gilbert en Bruce trouwden nog geen week nadat de film in première ging. Omdat het huwelijk veel publiciteit kreeg, werden ze in de film ook wel 'meneer en mevrouw Gilbert' genoemd. Gilberts vertolking van een gemene chauffeur was volgens The New York Times een 'argeloze poging'. Bruce kreeg lof voor haar verschijning.